# سیلا (مجموعه تلویزیونی)
سیلا (به ترکی استانبولی: Sıla) یک مجموعهٔ تلویزیونی ترکی در ژانر درام است.

## خلاصه داستان
زن و شوهری، دختری را از یک روستا به فرزندی قبول می‌کنند و اکنون که دختر بزرگ شده، به دلیل اینکه برادر دختر، با نامزدش فرار کرده، و قرار است به خاطر رسم و رسوم قبیله کشته شود، با ترفندی به روستا آورده شده و مجبور می‌شود با خان قبیله ازدواج کند…

## بازیگران و شخصیت‌ها
| بازیگر                | نقش   | یادداشت |
| --------------------- | ----- | ------- |
| جانسو دره             | سیلا  |         |
| محمد عاکف الاکورت     | بوران |         |
| زینب ارونات           | بیدار |         |
| مندرس سامانجیلار      | جلیل  |         |
| Devrim Saltoğlu       | جهان  |         |
| Fatoş Tez             | کوثر  |         |
| فاتوش سزر             | مهوش  |         |
| Namık Kemal Yiğittürk | فیروز |         |
| Kartal Balaban        |       |         |
| جمال توکتاش           | آزاد  |         |
| بونجوک ییلماز         | نارین |         |
| تایانچ آی‌آیدین        |       |         |

## قسمت‌ها
| فصل | فصل | قسمت‌ها | تعداد قسمت‌ها | در ابتدا پخش شد  | در ابتدا پخش شد  | سال‌های فصل  |
| فصل | فصل | قسمت‌ها | تعداد قسمت‌ها | اولین بار پخش شد | آخرین بار پخش شد | سال‌های فصل  |
| --- | --- | ------ | ------------ | ---------------- | ---------------- | ----------- |
|     | 1   | 38     | 1 - 38       | ۱۵ سپتامبر ۲۰۰۶  | ۱۵ ژوئن ۲۰۰۷     | 2006 - 2007 |
|     | 2   | 37     | 39 - 75      | ۱۴ سپتامبر ۲۰۰۷  | ۶ ژوئن ۲۰۰۸      | 2007 - 2008 |
|     | 3   | 4      | 76 - 79      | ۲۹ اوت ۲۰۰۸      | ۲۰ سپتامبر ۲۰۰۸  | 2008        |